# Cantón Pedro Moncayo

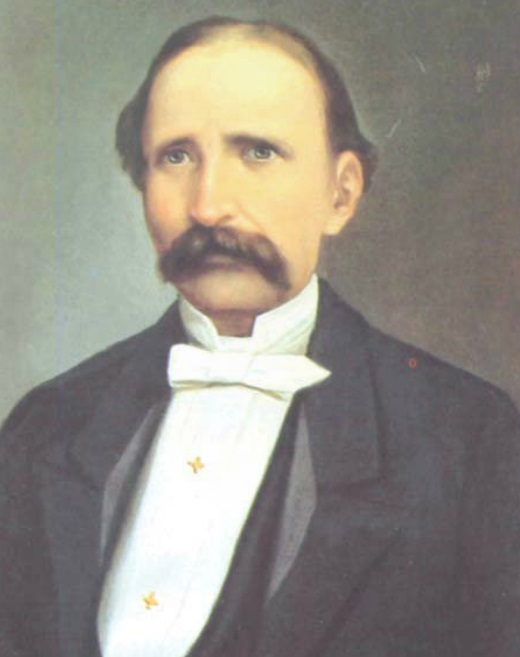
Dr. Pedro Moncayo, en honor a quien el cantón lleva su nombre.

Pedro Moncayo es uno de los 221 cantones que forman las entidades de tercer orden de Ecuador. Está ubicado el norte de la provincia de Pichincha. Su cabecera cantonal y ciudad más grande es Tabacundo.

## Historia
En la historia del territorio que actualmente forma el cantón, se destacan asentamientos de la confederación Cayambi-Caranqui, que se resistió durante diecisiete años a la invasión incásica y la presencia de la parcialidad Cochasquí, que se evidencia por la existencia del complejo sagrado del mismo nombre en las cercanías de la cabecera cantonal: Tabacundo. Fue un enclave de referencia indígena local frente a la avanzada y extensión del Tahuantisuyo desde el sur. Se ha dicho que desde Cochasqui, el cacicazgo del mismo nombre resistió frente al avance Inca. Las fuerzas locales habrían estado lideradas por una señora étnica, es decir, una cacica local  llamada Quilago, que llevó a cabo una feroz resistencia.
En épocas de la conquista española, el cantón fue un asentamiento indígena que con la distribución administrativa del territorio por parte de los iberos, pasó a formar parte del corregimiento de Otavalo en 1534; y así permanecería durante la totalidad de la época colonial y parte de la vida republicana del Ecuador. El libertador Simón Bolívar estuvo en la cabecera cantonal del 15 al 16 de julio de 1823.
El cantón Pedro Moncayo se crea por decreto legislativo el 26 de septiembre de 1911, respondiendo al nombre del ilustre ibarreño Dr. Pedro Moncayo y Esparza. Dentro de su jurisdicción se incluyeron cinco comunidades.

## División Administrativa
Pedro Moncayo está dividido en cinco parroquias, una urbana y cuatro rurales; a saber:
- La Esperanza
- Malchinguí
- Tabacundo (urbana)
- Tocachi
- Tupigachi

La cabecera cantonal, principal centro económico, única parroquia urbana y mayor asentamiento humano es Tabacundo.

## Geografía
Pedro Moncayo es uno de los ocho cantones que conforman la provincia de Pichincha, ubicado al nororiente de la misma. Se encuentra 51 km hacia el norte de la ciudad de Quito, y está atravesado por el by-pass Guayllabamba-Tabacundo-Ibarra, derivación de la carretera panamericana.
Limita al norte con la provincia de Imbabura, al este con el cantón Cayambe, al sur y al oeste con el Distrito Metropolitano de Quito. Tiene una superficie de 339,10 km², que corresponden al 2,04% del total de la provincia.
El cantón se encuentra dentro de la hoya de Guayllabamba, asentado en la vertiente sur del nudo de Mojanda-Cajas. Los ríos que lo atraviesan forman parte de la cuenca hidrográfica del río Esmeraldas, que desemboca en el Océano Pacífico.
La altitud del cantón varía entre los 1.730 hasta los 2.952 m s. n. m. La mayoría de asentamientos urbanos de este cantón se encuentran alrededor de los 2.800 m s. n. m. Existe una diversidad de climas asociados a los distintos pisos ecológicos, encontrando temperaturas que oscilan entre los 18 °C en los valles de Jerusalém y Tanda, hasta los °C en las cumbresdel Fuya-Fuya. Los centros poblados gozan de una temperatura promedio de 13 °C.

## Demografía
Según el censo de población y vivienda del año 2001, el cantón Pedro Moncayo tenía 25.684 habitantes, que corresponde al 1,1% de la población de la provincia de Pichincha y el 0,02% de la población nacional. Tabacundo, la cabecera cantonal y ciudad más grande, concentra cerca del 45% de esa población.

### Distribución poblacional por parroquias
En orden descendente, las parroquias de Pedro Moncayo más pobladas, y sus respectivos porcentajes dentro de la población total del cantón, son:
- Tabacundo - 11.699 (46%)
- Tupigachi - 5.210 (20%)
- Malchinguí - 3.912 (15%)
- La Esperanza - 3276 (13%)
- Tocachi - 1.587 (6%)

## Turismo
En el nudo de Mojanda-Cajas se hallan las lagunas de Mojanda, que rodeadas de pajonal constituyen un típico paisaje del páramo andino. El antiguo camino de herradura entre Tabacundo y Otavalo. La laguna de Yanacocha, en donde se pueden encontrar patos, conejos, garzas, perdices y colibríes.
Son lugares turísticos, también, las orillas del río Pisque, "el Cucho" y la quebrada de Anafo, a 3 kilómetros de la cabecera cantonal. La loma de Cananvalle, y las haciendas Picalquí y Granobles. Algunos kilómetros al sur de Malchinguí se halla el Bosque Protector Jerusalém, (a cargo del Consejo Provincial de Pichincha) con 1.110 hectáreas; que incluye cuatro áreas: la recreativa, (cabalgatas, pesca deportiva, senderos, canchas deportivas, piscina), la agrícola (cultivos de limones, naranjas y aguacates), la piscícola (se crían tilapia roja, africana y carpa), y el área de bosque seco (algarrobos, chalanes, quishuar, toctes o nogales, cabuyo negro y blanco).
En términos históricos sobresalen las pirámides de Cochasqui, un complejo arqueológico preincaico que aún no ha sido estudiado de manera exhaustiva. Tiene alrededor de 84 hectáreas, su altura es de 3100 m s. n. m. y la latitud marca O grados, 3', 35". El Consejo Provincial asumió la tarea de preservar sus 15 pirámides y 21 tolas funerarias. El complejo alberga pirámides con escalones de cangahua que corresponden al período entre los años 500 a. C. y 1.500 d. C. El lugar cuenta con un museo de sitio y es atendido por guías de la localidad.

## Cultura
El 8 de septiembre de 1887 se inició en la cabecera cantonal la construcción del Santuario de Nuestra Señora de la Natividad, "Mama Nati", como la llaman los pobladores. Fue declarado Santuario Diocesano por el arzobispo Antonio González, en 1987. En la celebración a la patrona (23 de noviembre) se realiza una caminata entre las ciudades de Quito y  Tabacundo, la víspera es celebrada con fuegos artificiales y un festival de la canción nacional. 
Son importantes, también, la fiesta de la Niña María, en Tocachi, el 8 de septiembre; y la celebración de la Virgen del Rosario en La Esperanza del 9 al 11 de octubre, con entrada de chamizas, toros populares, fuegos pirotécnicos y el festival de la confraternidad. 
La festividad de San Pedro abarca una temporada de seis semanas desde el 21 de junio, en la época del solsticio de verano, hasta la última octava de los aruchicos. El día grande de San Pedro (29 de junio) todas las comunidades se toman la plaza de Tabacundo, representando la resistencia cultural y popular. En la fiesta participan comparsas de diablo-humas, mujeres con la vestimenta típica de los indígenas de la zona, aruchicos (personajes que adornan su vestimenta festiva con pañuelos, sombreros, caretas de malla y gafas oscuras). 
El plato festivo y ritual del cantón es la colada de cuy, preparada con harina de haba o maíz, presas de cuy y papas. 
En Cochasquí se realizan, en noviembre, los tradicionales juegos de trompos: los "cabes", de 25 a 30 cm de alto, confeccionados con maderas del páramo de Mojanda. Esta es una competencia que requiere de mucho vigor y habilidad.

## Economía
La mayoría de habitantes de Pedro Moncayo son agricultures, cultivan trigo, cebada, papas, lenteja y maíz. El 100% de esta producción está destinada al mercado nacional y el 40% de este se consume dentro de los límites cantonales.
.
A partir de la década de 1980 la producción agropecuaria del cantón aumenta con el desarrollo de la industria florícola, con casi 433 hectáreas destinadas a este tipo de cultivo, de las cuales el 90% son para rosas. La producción florícola de Pedro Moncayo representa el 25% del total nacional; además de ocupar el primer lugar en las estadísticas nacionales de exportación de productos no tradicionales y perecibles (238 millones de dólares en el año 2001). La producción exportable del cantón es de unas 25.000 cajas semanales, que significan 7 millones y medio de tallos. Los principales mercados que se han abierto para la flor pedromoncayense son Estados Unidos, Rusia y Europa occidental.